# Tjejer & snubbar
Tjejer & snubbar, även känt som Tjejer & snubbar, kärringar & gubbar, lanserades 1999 och är ett studioalbum av det svenska dansbandet Lotta Engbergs. Albumet nådde som bäst 50:e plats på den svenska albumlistan.
Sången Tjejer & snubbar, kärringar & gubbar, som finns med på albumet och skrevs av Bo Fransson, gick den 8 maj 1999  upp på Svensktoppen, där tredjeplatsen den första omgången var bästa resultat. Den 26 juni 1999 var sången utslagen från Svensktoppen efter sju omgångar . Sången Tjejer & snubbar, kärringar & gubbar handlar på ett "humoristiskt" och "glatt" sätt om att bli äldre. Vid refrängerna på den sången sjöng bland annat en kör med barn.
Albumet är delvis gjort till minne av Bo Fransson. 

## Låtlista
| Nr  | Titel                                                    | Låtskrivare                                                                       | Längd |
| --- | -------------------------------------------------------- | --------------------------------------------------------------------------------- | ----- |
| 1.  | "Tjejer & snubbar, kärringar & gubbar"                   | Ulf Georgsson, Bo Fransson                                                        | ?     |
| 2.  | "Stanna en stund"                                        | Torbjörn Karlström                                                                | ?     |
| 3.  | "Inget mera regn"                                        | Tommy Kaså                                                                        | ?     |
| 4.  | "Vi grälar och vi älskar" ("I Hate You then I Love You") | Tony Renis, Manuel De Falla, Alberto Testa, Fabio Testa, Norman Newell, Peter Åhs | ?     |
| 5.  | "Börja dagen med en sång"                                | Gert Lengstrand, Lasse Holm                                                       | ?     |
| 6.  | "Ingen jag älskar som dig"                               | Thomas G:son                                                                      | ?     |
| 7.  | "Undrar du som jag"                                      | Jaana Vähämäki, Henrik Sethsson                                                   | ?     |
| 8.  | "Allt och lite till"                                     | Jörgen Persson, Jörgen Andersson                                                  | ?     |
| 9.  | "Som gjorda för varann"                                  | Jörgen Persson, Jörgen Andersson                                                  | ?     |
| 10. | "Vad dom än säger (No Matter What)"                      | Andrew Lloyd Webber, Jim Steinman, Lars Sahlin                                    | ?     |
| 11. | "Allt man kan önska sig"                                 | Mårten Eriksson                                                                   | ?     |
| 12. | "Du är min stjärna"                                      | Pär Renevall, Anders Löfgren, Lars Sandberg                                       | ?     |
| 13. | "Caroline"                                               | Per-Anders Forsén                                                                 | ?     |
| 14. | "Så Solen tittar fram igen"                              | Pernilla Emme                                                                     | ?     |

### Listplaceringar
| Lista (1999) | Topplacering |
| ------------ | ------------ |
| Sverige      | 50 .         |